# Liste de séismes en Australie
Voici une liste de séismes en Australie. 

## Liste
| nom                                 | date       | lieu                   | géolocalisation               | image |
| ----------------------------------- | ---------- | ---------------------- | ----------------------------- | ----- |
| Séisme de Newcastle                 | 1989-12-27 | Nouvelle-Galles du Sud | 32° 57′ S, 151° 37′ E         |       |
| Séisme de 2010 à Kalgoorlie-Boulder | 2010-04-20 | Australie-Occidentale  | 30° 31′ 48″ S, 121° 39′ 11″ E |       |
| Séisme de 2012 à Gippsland          | 2012-06-19 | État de Victoria       | 38° 18′ 14″ S, 146° 12′ 00″ E |       |
| Séisme de Mansfield                 | 2021-09-22 | État de Victoria       | 37° 26′ 29″ S, 146° 15′ 18″ E |       |